# 尼玛乡 (那曲市)
尼玛乡（藏語：ཉི་མ་），是中华人民共和国西藏自治区那曲市色尼区下辖的一个乡镇级行政单位。

## 行政区划
尼玛乡下辖以下地区：
扎希亚塘村、行木扣村、热扣村、泽布村、浙龙村、亚里村、扎那村、拉姆杰村和吉木扣村。